# Ахалсопели (Зугдидский муниципалитет)
Ахалсопели (груз. ახალსოფელი) — деревня в Грузии. Расположена на левом берегу реки Ингури, на высоте 120 метров от уровня моря, в Зугдидском муниципалитете края Самегрело-Земо Сванети. Деревня расположена в 3 км от столицы края — города Зугдиди.

## История
Колхоз имени Ленина
В советское время в деревне действовал колхоз имени Ленина (до 1953 года — колхоз имени Берия), которым с 1938 года руководил дважды Герой Социалистического Труда Антимоз Михайлович Рогава. Колхоз был известен тем, что в нём трудилось самое большое в СССР число Героев Социалистического Труда. Этим почётным званием были награждены 52 тружеников колхоза.
В колхозе трудились Герои Социалистического Труда:
- бригадиры Макрина Бахвовна Губеладзе, Партен Михайлович Кадария (его жена Домника Ерастовна Кадария, дочери Минадора Партеньевна Кадария и Валентина Ивановна Срибнова), Владимир Михайлович Макацария, Амбако Спиридонович Рогава, Шалва Дзукуевич Чургулия;
- звеньевые Ираклий Дзикиевич Берия, Силован Читиевич Губеладзе, Саверьян Уджуевич Джабуа, Порфирий Михайлович Кукава, Ариадна Джуруевна Купуния, Бабуца Платоновна Купуния, Бабуши Самсонович Купуния, Вера Евгеньевна Купуния, Ольга Филипповна Купуния, Платон Дзадзуевич Купуния, Венера Давидовна Ломая, Хута Герасимовна Хвингия, Лена Константиновна Читанава, Давид Андреевич Шерозия;
- колхозницы Домника Ерастовна Бебурия, Вакоша Акакиевна Берия, Натела Бочоевна Гардава, София Максимовна Давитаия, Валентина Николаевна Джоджуа, Паша Несторовна Джоджуа, Этери Елизбаровна Джоджуа, Ольга Павловна Кантария, Жужуна Джуруевна Купуния, Ольга Александровна Купуния, Феня Петровна Купуния, Хута Григорьевна Купуния, Дуня Петровна Макацария, Надя Платоновна Пония, Лили Кондратьевна Ревия, Дуня Яковлевна Рогава, Люба Датаевна Сахокия, Ивлита Тарасовна Хасия, Лена Герасимовна Хвингия, Шура Теймуразовна Чачуа, Валентина Акакиевна Шаматава.

## Население
По данным переписи 2014 года в деревни проживало 1488 человек.
Население края исповедует православие и являются прихожанами Зугдидский и Цаишской епархии Грузинской Православной Церкви.